# الحرب الأهلية التولوية
الحرب الأهلية التولوية هي حرب على الخلافة بين قوبلاي خان وشقيقه الأصغر، أريق بوقا، منذ 1260 حتى 1264. توفي مونكو خان في عام 1259 دون خلف مُعلن، ما أدى إلى اندلاع قتال داخلي بين أفراد عائلة تولوي للحصول على لقب الخاقان، تصاعد إلى حرب أهلية. أضعفت الحرب الأهلية التولوية والحروب التي تلتها (مثل حرب بركة-هولاكو وحرب كايدو-قوبلاي) سلطة الخاقان على إمبراطورية المغول وقسمت الإمبراطورية إلى خانات مستقلة.

## الحرب الأهلية
كان قوبلاي خان يشن حملة ضد سونغ الجنوبية في عام 1260 عندما تلقى أخبارًا بأن أريق بوقا كان يتحداه على خلافة العرش. شكل أريق بوقا تحالفات مع أعضاء أقوياء من النبلاء المغول لتأييده كمرشح لمنصب الخاقان. إذ دعم معظم أفراد عائلة مونكو المباشرين أريق بوقا بمن فيهم أفراد من عائلات أوقطاي وجغتاي وجوتشي. انسحب قوبلاي من سونغ وحشد قواته لمحاربة أريق بوقا. استدعى قوبلاي في الصين الكورولتاي (مجلس سياسي وعسكري للمغول) في كايبينغ، حيث انتخب خاقانًا. كان هذا أول كورولتاي يعلن خاقانًا خارج الوطن المغولي أو آسيا الوسطى. ودعا أريق بوقا إلى عقد كورولتاي خاص به في قراقورم الذي أعلنه خاقان بعد شهر، ما أدى إلى خلق مطالبين متنافسين على العرش. شرع هولاكو إلى منغوليا لحضور الكورولتاي، لكن أجبرته هزيمة المماليك للمغول في معركة عين جالوت على التراجع إلى الشرق الأوسط. استفاد بركة من انتصار المماليك بغزوه للدولة الإلخانية، وبدء حرب بركة-هولاكو.
تحالف أريق بوقا مع بركة خان زعيم القبيلة الذهبية وألغو حاكم خانية جغتاي. كان هولاكو خان الإلخانات الحليف الوحيد لقوبلاي خان. دعم بركة أريق بوقا لأنه كان مستاءًا من هولاكو، الذي كانت علاقاته وثيقة مع قوبلاي. ولكن، انشغل هولاكو وبركة بحربهما الخاصة ولم يتمكنا من التدخل في الحرب التولوية الأهلية.
تمكن قوبلاي من الوصول إلى الإمدادات من الأراضي الخصبة في الصين، بينما اضطر أريق بوقا إلى استيراد الموارد إلى قراقورم في السهول شبه القاحلة. اعتمد قوبلاي خان على هذه الإمدادات من الصين وبالتالي احتاج إلى دعم شعبي صيني لكسب الحرب الأهلية. تقرب قوبلاي من رعاياه بمساعدة مستشاريه الصينيين. وقدم نفسه على أنه إمبراطور حكيم قادر على توحيد الصينيين والكوريين ورفاقه المغول. بينما وصف أريق بوقا بأنه مغتصب مدمر. وعد قوبلاي بتخفيض الضرائب، وصمم مؤسساته الحكومية على غرار مؤسسات السلالات الصينية، واعتمد اسم العصر تشونغتونغ، الذي يعني «الحكم المعتدل». كانت سياساته شائعة في شمال الصين، لكن لم يكن لها أي تأثير على علاقاته مع سونغ الجنوبية. غزت سونغ الإمبراطورية المنغولية، بينما كان قوبلاي مشغولًا بالحرب الأهلية، واستعادت الأراضي التي خسرتها سابقًا للمغول. أرسل قوبلاي الدبلوماسي هاو جينغ لمناقشة إمكانية عقد حل سلمي للحرب مع سونغ الجنوبية. ولكن رفضت سونغ مبادرات قوبلاي وسجنت هاو طوال العقد التالي.
سيطر قوبلاي في ذلك الوقت على ثلاثة من أربعة خطوط إمداد محتملة إلى قراقورم. دافع كادان، حليف قوبلاي من سلالة أوقطاي، عن أراضي شيا الغربية السابقة ضد أريق بوقا وقاد القوات المتمركزة في قانسو. وحرست قوات قوبلاي المنطقة المحيطة بيان (بكين الحديثة). كان خط الإمداد الوحيد الذي ما يزال مفتوحًا أمام أريق بوقا هو وادي نهر ينسي في الشمال الغربي. عندما تقدم جيش قوبلاي نحو قراقورم في أواخر عام 1260، انسحب أريق بوقا من قراقورم إلى أحد روافد نهر ينسي. أجبر قدوم الشتاء قوبلاي وأريق بوقا على تخييم جيوشهما وانتظار الربيع.